# Blake Ahearn
Daniel Blake Ahearn (St. Louis, 27 maggio 1984) è un ex cestista e allenatore di pallacanestro statunitense, professionista nella NBA e in Europa.

## Carriera
Dopo il periodo NCAA alla Missouri State University (2003-2007), inizia la sua carriera da professionista restando negli USA dal 2007 al 2009. 2007-08 inizia nella NBDL con i Dakota Wizards; prosegue in NBA prima con i Miami Heat e poi con i San Antonio Spurs, termina ritornando in NBDL con gli Austin Toros. Nel 2008-09 fa ritorno ai Dakota Wizards, in NBDL. La stagione 2009-10 la inizia in Spagna con Estudiantes Madrid; prosegue facendo ritorno negli USA nell'NBA Development League prima nei Bakersfield Jam e poi negli Erie BayHawks. La stagione 2010-11 la incomincia in Italia con la maglia di Teramo, per proseguirla nuovamente negli USA, ancora con gli Erie BayHawks.

## Allenatore
Dopo un anno alla De Smet Jesuit High School, dove era già passato come studente, viene annunciato come nuovo allenatore degli Austin Spurs in NBA D-League.
Il 20 giugno 2020 i Memphis Grizzlies annunciano di aver assunto Ahearn nel proprio staff, nel ruolo di assistente allenatore.

## Palmarès

### Giocatore

#### Squadra
- Campionato ucraino: 1

Budivelnyk Kiev: 2013-14
- Campione NBA D-League (2015)

#### Individuale
- NBA Development League Rookie of the Year Award (2008)
- NBA Development League All-Star Game MVP (2009)
- All-NBDL First Team (2009, 2012)
- All-NBDL Second Team (2008)
- Miglior marcatore NBDL (2012)
- 5 volte miglior tiratore di liberi NBDL (2008, 2009, 2010, 2011, 2012)

### Allenatore
- Campione NBA D-League (2018)